# ؈
؈ — символ арабской математической нотации, обозначающий радиус окружности.

## Форма
Происходит от сокращения ‏نق‏‎ [nɑq], являющегося лигатурой букв нун (ﻥ) и каф (ﻕ) — первых букв в словосочетании араб. نصف القطر‎ nuṣfu l-quṭr, «половина диаметра».

## Диграф
Сам по себе диграф ‏نق‏‎ используется в языках волоф (алфавит волофал) и серер для обозначения преназализованного звука [ⁿq], в латинских алфавитах обоих языков ему соответствует nq. В языке волоф он не может стоять в начале слова, а в конце слова всегда снабжается шаддой (◌ّ).

## Кодировка
| Кодировка | hex         | dec (bytes) | dec       | binary                              |
| --------- | ----------- | ----------- | --------- | ----------------------------------- |
| UTF-8     | D8 88       | 216 136     | 55432     | 11011000 10001000                   |
| UTF-16BE  | 06 08       | 6 8         | 1544      | 00000110 00001000                   |
| UTF-16LE  | 08 06       | 8 6         | 2054      | 00001000 00000110                   |
| UTF-32BE  | 00 00 06 08 | 0 0 6 8     | 1544      | 00000000 00000000 00000110 00001000 |
| UTF-32LE  | 08 06 00 00 | 8 6 0 0     | 134610944 | 00001000 00000110 00000000 00000000 |

Арабский символ радиуса был закодирован в блоке Юникода «Арабское письмо» (англ. Arabic) в версии 5.1, вышедшей в 2008 году, под шестнадцатеричным кодом U+0608.